# Vidéo Gag
Pour les articles homonymes, voir GAG.
Vidéo Gag est une émission de télévision française adaptée du format America's Funniest Home Videos par Jean Bardin, et diffusée sur TF1 du 8 juillet 1990 au 29 juin 2008.
Vidéo Gag est présentée par Bernard Montiel seul, puis à partir du 16 septembre 1990 il est accompagné par Alexandre Debanne jusqu'au 26 juin 1996. Debanne est ensuite remplacé par Alexandre Delpérier jusqu'en 2000, lui-même remplacé par Olivia Adriaco. En 2003, à la suite du licenciement de Bernard Montiel, Sébastien Folin reprend la présentation de l'émission avec Olivia Adriaco.
À noter que Farouk, le chien de Bernard Montiel, était présent sur le plateau de l'émission et au générique à partir de septembre 1994.

## Historique
Le concept est à l'origine une émission japonaise Kato-chan Ken-chan Gokigen TV dans laquelle les téléspectateurs peuvent envoyer leurs vidéos personnelles, et diffusée à partir du 11 janvier 1986 sur Tokyo Broadcasting System. Puis America's Funniest Home Videos est développée à la télévision américaine. L'émission a débuté le 26 novembre 1989 comme une émission spéciale puis à partir du 14 janvier 1990 de manière régulière sur le réseau ABC.
Tandis que TF1 lançait dès le 8 juillet 1990 Vidéo Gag, La Cinq programmait dès le 14 juillet 1990 - avec moins de succès - Les Mordus de la vidéo, directement adapté de la version québécoise Drôle de vidéo par Guy Cloutier. L'émission était présentée par le duo comique Cherer & Cherer.

## Principe
Le but de l'émission est de présenter des florilèges d'extraits de vidéos amateurs ayant un caractère comique (principalement des chutes, le ridicule, les fous rires, les courses-poursuites, les vols planés et des coups portés par inadvertance se succèdent), diffusés ensemble par thèmes, avec une musique d'ambiance ou du doublage parodique entre protagonistes. 
Les thèmes les plus courants sont les animaux, les enfants, les mariages, les sports, les anniversaires, le bricolage, au travail, les personnes âgées, internet, les sorties, les vacances, les repas de famille, les fêtes de Noël et Nouvel An, les spectacles, les concerts, au camping, les véhicules, la foret, la plage, les baptêmes, les voyages en mer, etc.
À la fin de l'émission, un des extraits est élu meilleur gag de l'émission et le propriétaire de la vidéo reçoit une récompense en argent ou un caméscope.
L'émission s'est arrêtée notamment en raison de la concurrence avec les nombreux sites internet proposant des vidéos du même genre, celle-ci ayant du mal à trouver des vidéos inédites.

## Audiences
En plus des émissions hebdomadaires, l'émission était parfois diffusée en prime time, où elle a réuni une audience record le 2 janvier 1998, atteignant 10,7 millions de téléspectateurs.